# Gabriel Richard
Gabriel Richard, né le 15 octobre 1767 à Saintes (Charente-Maritime) et mort le 13 septembre 1832 à Détroit (Michigan), est un prêtre catholique français, devenu délégué du Territoire du Michigan à la Chambre des représentants des États-Unis.

## Biographie

### Jeunesse
Naît à Saintes le 15 octobre 1767 de François Richard, écrivain de la Marine au port de Rochefort,  et de Marie Élisabeth Geneviève Bossuet, il entre au séminaire d'Angers en 1784 et est ordonné prêtre le 15 octobre 1790. En 1792, réfractaire, il émigre à Baltimore dans le Maryland où il enseigne les mathématiques au collège Sainte-Marie, avant d'être affecté, par l'évêque John Carroll, au travail de missionnaire auprès des Amérindiens dans le Territoire du Nord-Ouest. Il est alors en poste à Kaskaskia dans l'Illinois, puis, plus tard à Détroit.

### Travail à Détroit
Il arrive à Détroit pour devenir pasteur adjoint à l'église Sainte-Anne. En 1804, il ouvre une école à Detroit qui sera détruite par un incendie en 1805.
En 1807, il est invité par une congrégation protestante à leur servir de pasteur. Il accepte et se concentre sur les éléments du christianisme où ils pourraient s'entendre. En 1809, il devient ensuite propriétaire de la première imprimerie de Détroit et publie un périodique en langue française intitulé Essais du Michigan.
Lorsqu'elle commence, il est fortement favorable à la guerre de 1812 et au commerce avec la Chine et continue d'exercer son ministère auprès des Indiens de la région qui l'admirent.
Puis il est emprisonné par les Britanniques pour avoir refusé de prêter serment d'allégeance après leur prise de Détroit, affirmant: « J'ai prêté serment de défendre la Constitution des États-Unis et je ne peux pas prendre le rompre. Faites de moi ce que vous voulez ». Il est tout de même libéré lorsque le chef Shawnee Tecumseh, en dépit de sa haine pour les Américains, refuse de se battre pour les Britanniques.
Il est le cofondateur de l'Université du Michigan et en est le vice-président de 1817 à 1821. À la suite de la réorganisation de l'Université en 1821, il est nommé à son conseil d'administration et y siège jusqu'à sa mort.

### Carrière politique

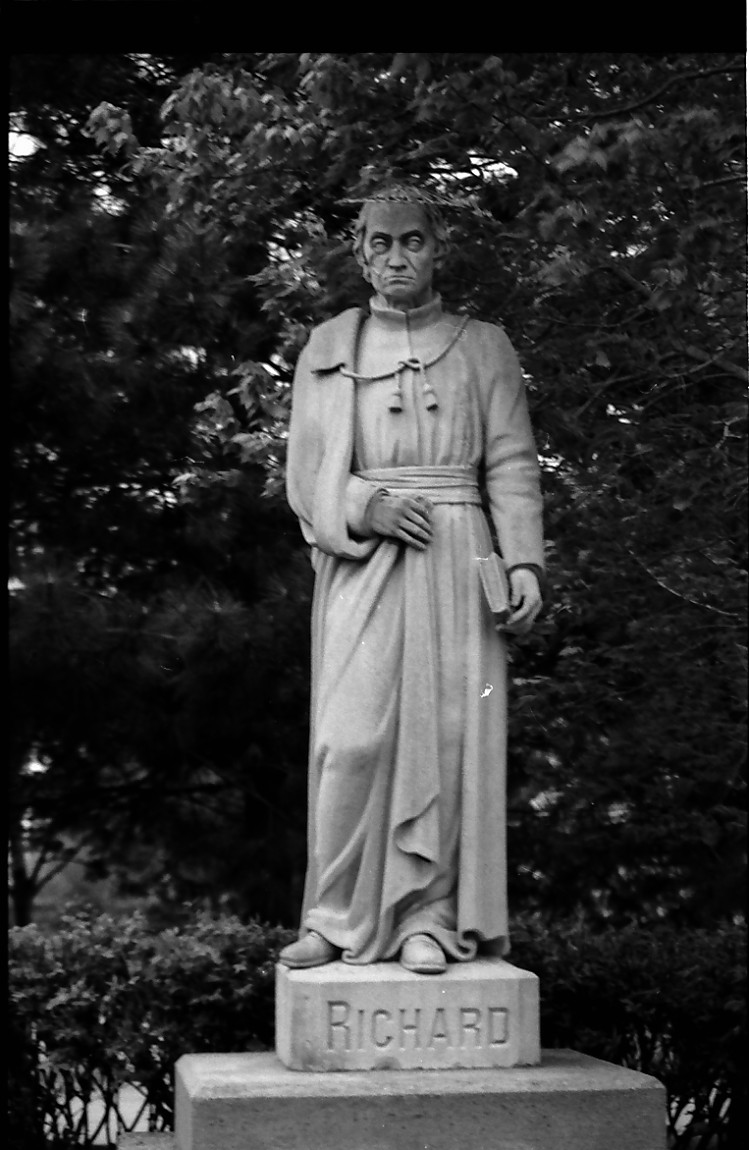

En 1823 jusqu'en 1825, le P. Richard est élu comme délégué votant du territoire du Michigan à la Chambre des représentants pour le 18e congrès américain, il est ainsi le premier prêtre catholique à être élu à ce corps. Il est candidat malheureux à sa réélection en 1824, étant remplacé par Austin Eli Wing, membre du Parti libéral.

En 1832, après avoir côtoyé et aidé les victimes du choléra, il l'attrape et en meurt le 13 septembre 1832 à Détroit puis est enterré dans une crypte de l'église Sainte-Anne (Détroit).